# Giovanni Colonna (Etruskologe)
Giovanni Colonna (* 4. September 1934 in Rom) ist ein italienischer Klassischer Archäologe mit dem Spezialgebiet der Etruskologie. 

## Leben und Werk
Giovanni Colonna studierte an der Universität La Sapienza in Rom bei dem Etruskologen Massimo Pallottino und schloss 1957 sein Studium ab. Er vertiefte seine wissenschaftlichen Studien in Rom und Athen und hielt dann von 1964 bis 1972 die Position des archäologischen Superintendenten von Süd-Etrurien. Von 1980 bis zu seiner Emeritierung unterrichtete Colonna als Professor der Etruskologie und Klassische Archäologie an der Universität La Sapienza. Von 1992 bis 1998 war er Direktor des Dipartimento di Scienze storiche, archeologiche e antropologiche dell’Antichità (Abteilung für historische, archäologische und anthropologische Wissenschaften der Antike). Colonna ist Mitglied der Accademia Nazionale dei Lincei.
Colonna war seit den 1950er Jahren maßgeblich an den Ausgrabungen im etruskischen Heiligtum von Pyrgi beteiligt und veröffentlichte dazu regelmäßig die neuesten Forschungsergebnisse. 1964 entdeckte er die Goldbleche von Pyrgi. Er führte in Etrurien zahlreiche weitere Grabungsarbeiten durch, darunter in Blera, Bisenzio, Bolsena, Montefiascone, Tuscania, Cerveteri und Ladispoli. Er ist vor allem für seine Arbeit an der etruskischen Ausgrabungsstätte von Veji und am dortigen Portonaccio-Heiligtum bekannt. Darüber hinaus leitete er auch Ausgrabungen an Orten außerhalb Etruriens, wie z. B. in Arcinazzo Romano, Saepinum, Phaistos und im Sinello-Tal in den Abruzzen.   
Zusammen mit seiner Frau Elena Colonna Di Paolo hat er einige Nekropolen in der Gegend von Viterbo ausgegraben und darüber zwei Bände veröffentlicht: Castel d’Asso (1970) und Norchia (1978). Viele seiner mehr als 300 zu verschiedenen Themen verfassten Artikel wurden 2005 als vierbändiger Sammelband mit dem Titel Italia ante romanum Imperium. Scritti di antichità etrusche, italiche e romane (1958–1998) veröffentlicht. 2016 folgten zwei weitere Bände mit Veröffentlichungen von 1999 bis 2013. Er wirkte bei einer Reihe von Museumsausstellungen als Kurator, von denen die Ausstellung Santuari d’Etruria (Heiligtümer Etruriens) 1985 in Arezzo eine der bemerkenswertesten war. Zusammen mit Daniele F. Maras brachte er 2002 zwei Bände des Corpus Speculorum Etruscorum heraus, einem seit 1973 laufenden internationalen Forschungsprojekt, das sich zum Ziel gesetzt hat, alle erhaltenen etruskischen Bronzespiegel zu publizieren.

## Veröffentlichungen (Auswahl)
- mit Maria Donati: Musei vaticani. Istituto geografico De Agostini, Novara 1962. Deutsche Übersetzung: Vatikanische Museen. Goldmann, München 1962.
- mit Ranuccio Bianchi Bandinelli: Arte etrusca e arte italica. Istituto della Enciclopedia Italiana, Rom 1963.
- Il Santuario di Pyrgi alla luce delle recenti scoperte. In: Studi Etruschi. 33, 1965, S. 191–220.
- Monumenti rupestri e tempietto in loc. Grotta Porcina. In: Bolletino d’Arte. 50, 1965, 130.
- Bronzi votivi umbro-sabellici a figura umana. I. Periodo arcaico. Sansoni, Florenz 1970
- mit Elena Colonna di Paolo: Castel d’Asso. Consiglio Nazionale delle Ricerche, Rom 1970.
- mit Carl Eric Ostenberg: Gli Etruschi – Nuove ricerche e scoperte. Mailand 1973.
- mit Elena Colonna di Paolo: Norchia. Consiglio Nazionale delle Ricerche, Rom 1978.
- Santuari d’Etruria. Electa, Mailand 1985.
- Tuscania. Città e necropoli dell’Etruria. Nuova immagine editrice, Siena 1990.
- Strutture teatriformi in Etruria. In: Spectacles sportifs et scéniques dans le monde étrusco-italique. Actes de la table ronde. Ecole Française de Rome 1991, ISBN 9782728302734.
- A proposito degli die del Fegato di Piacenza. In: Studi Etruschi. 59, 1994, S. 321 ff.
- Altorilievo di Pyrgi: dei ed eroi greci in Etruria.  L’Erma di Bretschneider, Rom 1996.
- mit Laura Ambrosini: Il santuario di Portonaccio a Veio.  L’Erma di Bretschneider, Rom 2002, ISBN 8876892095.
- Italia ante romanum imperium. Scritti di antichità etrusche, italiche e romane (1958–1998) Band 1–4. Istituti editoriali e poligrafici internazionali, Pisa 2005, ISBN 9788881473311.
- Italia ante romanum imperium. Scritti di antichità etrusche, italiche e romane (1999–2013) Band 5–6. Istituti editoriali e poligrafici internazionali, Pisa 2016, ISBN 9788881474400.